# Loma Pelada
Loma Pelada är en ort i Mexiko.   Den ligger i kommunen Salamanca och delstaten Guanajuato, i den centrala delen av landet, 260 km nordväst om huvudstaden Mexico City. Loma Pelada ligger 1 715 meter över havet och antalet invånare är 4 262.
Terrängen runt Loma Pelada är en högslätt. Runt Loma Pelada är det tätbefolkat, med 257 invånare per kvadratkilometer. Närmaste större samhälle är Salamanca, 10,7 km öster om Loma Pelada. Trakten runt Loma Pelada består till största delen av jordbruksmark.